# Moulin Rouge! (film fra 2001)
Moulin Rouge! – eller blot Moulin Rouge – er titlen på en australsk-amerikansk musical-spillefilm fra 2001, instrueret af Baz Luhrmann. I hovedrollerne ses Ewan McGregor og Nicole Kidman. Filmen vandt to Oscar-statuetter og blev desuden nomineret i flere andre kategorier.